# Romblonella opaca
Romblonella opaca (лат.) — вид мелких муравьёв рода Romblonella из подсемейства Myrmicinae (Formicidae).

## Распространение
Юго-Восточная Азия: Индонезия, Филиппины.

## Описание
Мелкие муравьи (длина 4—5 мм) желтовато-коричневого цвета. От близких видов отличаются следующими признаками: сверху первый брюшной тергит (IV абдоминальный) пунктирован, но никогда не имеет продольных бороздок; в анфас, голова субквадратная; медиально наличник шире лобной доли; мезосома сбоку полностью темно-коричневая. Тело темно-коричневое с более светлыми мандибулами и усиками. Характеризуется коренастым, твёрдым и компактным телом, толстыми проподеальными шипами, массивными петиолем и постпетиолем, а также брюшком, образованным в основном первым тергитом. Усики — 12-члениковые с 3-члениковой булавой. Нижнечелюстные щупики 5-члениковые, нижнегубные щупики состоят из 3 сегментов. Жвалы треугольные, с 6 зубцами, уменьшающимися в размере от апикального до базального. Голени средних и задних ног без шпор. Стебелёк между грудкой и брюшком состоит из двух члеников: петиолюса и постпетиолюса (последний четко отделен от брюшка), жало развито.

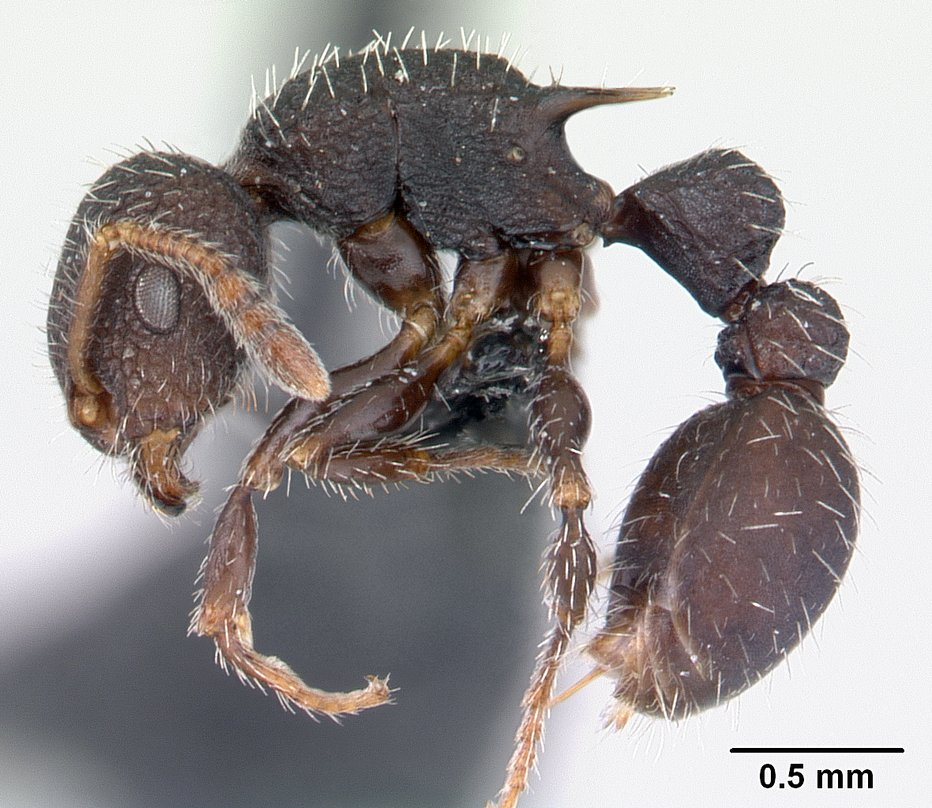

## Систематика и этимология
У таксона длинная и запутанная таксономическая история. Вид был собран экспедицией натуралиста Альфреда Рассела Уоллеса и впервые описан в 1861 году британским энтомологом Фредериком Смитом под названием Myrmica opaca Smith, 1861. В 1901 году итальянский мирмеколог Карл Эмери включил его в состав рода Tetramorium. В 1935 году американский мирмеколог Уильям Мортон Уилер описал новый род Romblonella для вида Romblonella grandinodis Wheeler, 1935. Таким образом, десятки лет один и тот же вид существовал под разными именам и в разных родовых таксонах. Но в 1976 году британский мирмеколог Барри Болтон, исследуя африканскую мирмекофауну трибы Tetramoriini и рода Tetramorum,  обнаружил, что таксон Romblonella grandinodis это младший синоним ранее описанного вида, который в результате стал типовым для рода Romblonella под своим самым старым именем в новой комбинации Romblonella opaca. Валидный статус Romblonella opaca подтверждён в ходе ревизии, проведённой в 2015 и 2016 годах филиппинскими энтомологами David Emmanuel M. General (University of the Philippines Los Baños Museum of Natural History, Los Baños, Лагуна, Филиппины) и Perry Archival C. Buenavente (National Museum of the Philippines, Эрмита, Манила, Филиппины) в составе рода, который относится к трибе Crematogastrini (ранее в Formicoxenini).